# Kapelle „Bad Egart“

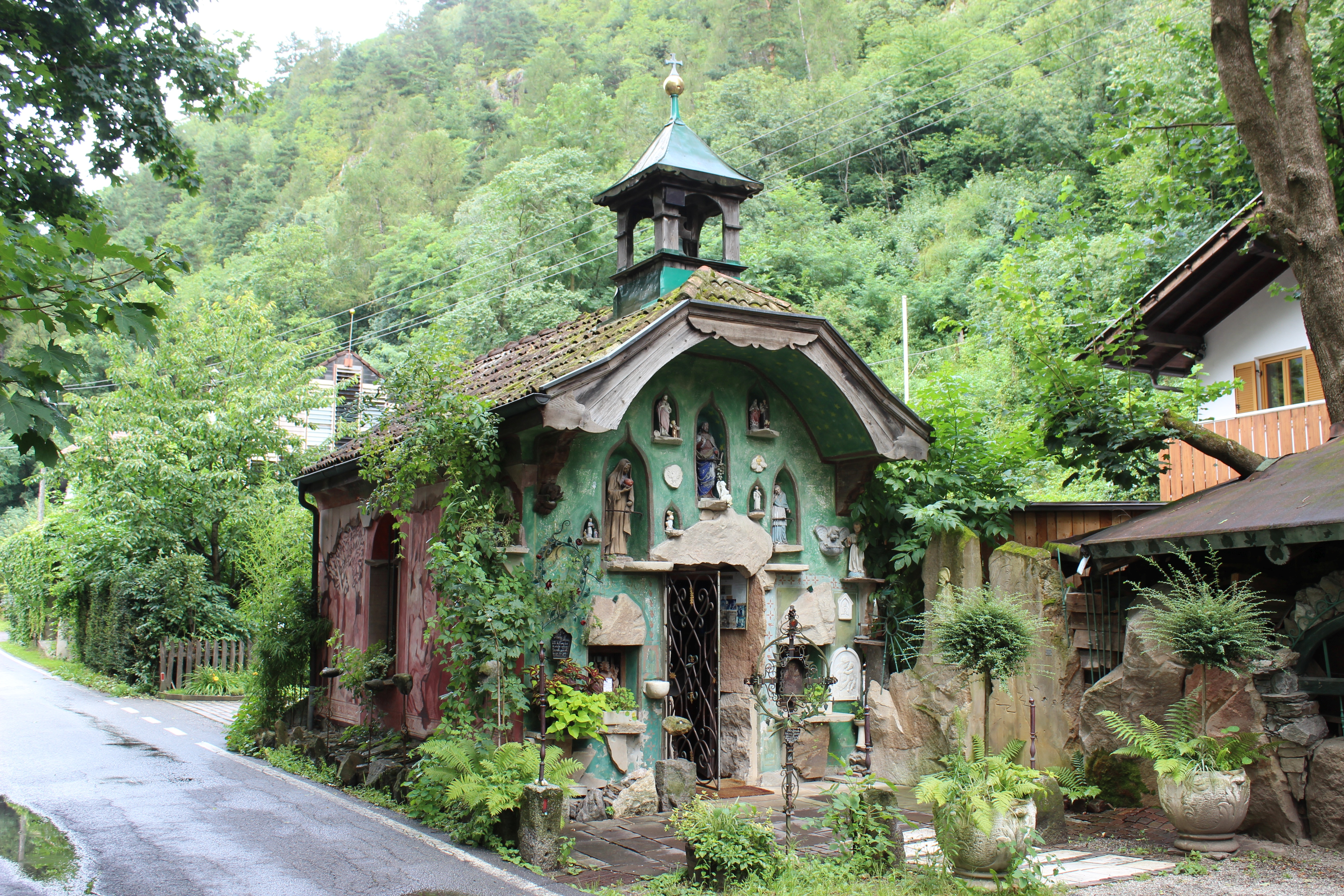
Kapelle bei Bad Egart 2016

Die Kapelle bei Bad Egart ist eine denkmalgeschützte Kapelle auf der Töll in Partschins, Südtirol. Sie gehört zum Grundstück des K.u.k. Museum Bad Egart. Sie wurde um 1730 vom Errichter des damaligen Badhauses, Joseph Joachim Wolf von Wolfenthal zu Spauregg und Gaudententhurn, erbaut und Unserer lieben Frau geweiht.
Bis 1912 wurden hier täglich Messen gefeiert.
1926 wurde die Kapelle vom damaligen Besitzer Mathias Kiem baulich verändert. Die letzte Renovierung erfolgte in den 1970er Jahren durch Karl Platino. Gestaltet wurde sie durch vom Meraner Künstler Gigi Picelli.